# Hermann von Randow

Hermann von Randow

Hermann Georg Friedrich Karl von Randow (* 29. Januar 1847 auf Schloss Nauke in Schlesien; † 6. August 1911 in Bad Nauheim) war ein preußischer Generalleutnant und Schriftsteller.

## Leben

### Herkunft
Hermann war der Sohn des preußischen Majors Eugen von Randow (1815–1885) und dessen Ehefrau Anna, geborene Gräfin von Kospoth (1819–1868).

### Militärkarriere
Nach seinem Abitur an der Liegnitzer Ritterakademie trat Randow am 1. Oktober 1864 als Fahnenjunker in das Rheinische Jäger-Bataillon Nr. 8 der Preußischen Armee ein und nahm 1866 im Krieg gegen Österreich an den Kämpfen bei Hühnerwasser, Münchengrätz und Königgrätz teil. Am 20. Juli 1866, dem Abend der Schlacht von Königgrätz, wurde er im Felde zum Sekondeleutnant befördert. Auch 1870 im Krieg gegen Frankreich war Randow wieder dabei und wurde bei Gravelotte beim Todessturm seines Bataillons durch die Mance-Schlucht auf St. Hubert von drei Kugeln getroffen und schwer verwundet.
Ausgezeichnet mit dem Eisernen Kreuz II. Klasse absolvierte er ab Oktober 1871 für drei Jahre die Kriegsakademie und avancierte im Juni 1873 zum Premierleutnant. Von 1875 bis 1877 war Randow zum Großen Generalstab kommandiert. Während dieser Zeit wird er am 11. Januar 1876 in das 1. Schlesische Jäger-Bataillon Nr. 5 in Görlitz versetzt, am 10. August 1877 zum Hauptmann befördert und unter Stellung à la suite seines Bataillons als Lehrer an die Kriegsschule in Neisse versetzt. Mit der Ernennung zum Kompaniechef im 3. Niederschlesischen Infanterie-Regiment Nr. 50 kehrte Randow am 16. September 1881 in den Truppendienst zurück. Als überzähliger Major wurde er am 22. März 1889 in das 5. Badische Infanterie-Regiment Nr. 113 in Freiburg im Breisgau versetzt. Ein Jahr später wurde er Bataillonskommandeur im Infanterie-Regiment „Graf Werder“ (4. Rheinisches) Nr. 30 in Saarlouis. Im Alter von 44 Jahren wurde er 1891 zum Direktor der Kriegsschule in Hersfeld ernannt und stieg 1894 zum Oberstleutnant auf. 1897 schied er aus der Kriegsschule aus und übernahm unter Beförderung zum Oberst das Kommando über das 5. Westfälische Infanterie-Regiment Nr. 53 in Köln. Nachdem er den Kronen-Orden II. Klasse erhalten hatte, erfolgte am 16. Juni 1900 unter Beförderung zum Generalmajor die Versetzung als Kommandeur der 24. Infanterie-Brigade nach Neiße. Anlässlich des Ordensfestes erhielt er im Januar 1902 den Roten Adlerorden II. Klasse mit Eichenlaub. Unter Verleihung des Charakters als Generalleutnant wurde Randow am 22. März 1903 mit der gesetzlichen Pension zur Disposition gestellt.
Nach seiner Verabschiedung lebt er in Wiesbaden, verstarb in Bad Nauheim und wurde in Liegnitz beigesetzt.

### Schriftsteller
Neben und vor allem nach seiner Offizierslaufbahn beschäftigte sich Hermann von Randow mit der Schriftstellerei und veröffentlichte unter anderem die historischen Romane Saalburg und Landflucht. In dem Roman Saalburg behandelt er jene Epoche, in der der römische Grenzwall (Limes) in Germanien und mit ihm die Saalburg dem Ansturm der Germanen erlag. Hermann hat für diesen Roman umfangreiche historische und archäologische Studien betrieben. Er stand damals, als das Kastell Saalburg auf Anregung Kaiser Wilhelms II. in seiner ursprünglichen Gestalt wiederhergestellt wurde, mit dem Restaurator, dem Bad Homburger Baurat Louis Jacobi, in Verbindung und hatte an der militärischen Forschung über Anlage und Verwendung dieses Grenzkastells maßgeblichen Anteil.
Hermann von Randow war langjähriges Vorstandsmitglied der Deutschen Kolonialgesellschaft und Aufsichtsratsmitglied der Sachsenwerk-Licht und Kraft-AG. Er war auch Mitglied des Zentralhilfsvereins der Deutschen Adels-Genossenschaft.

### Familie
Randow heiratete am 13. April 1878 in Gießen Rosa Müller (* 1861). Aus der Ehe ging der spätere deutsche Oberst und Freikorpsführer Alfred (1879–1958) sowie die Kinder Gero (1885–1952) und Helma (* 1892) hervor.